# Соболь NEXT
«ГАЗ Соболь NN» — ГАЗ Соболь на базе ГАЗель NEXT с обновлённым дизайном ГАЗель NN.
По сути, автомобиль получил небольшие изменения: свою раму, свой мост с односкатными колёсами и полный привод. Комфорт и остальное тоже перебрались от ГАЗель NN, но получили лучшую манёвренность. Двигатель —  рядный 4-х цилиндровый турбированный дизельный G-серии 2,5 л. 149,6 л.с.
Также на выставке КомТранс в 2019 году был представлен концепт нового Соболь NN 4x4 (ГАЗ-27527–363) в фейслифтинге ГАЗель NN и стал рестайлингом Соболя 4x4. Новый соболь тоже был на выставке, но имел базу и дизайн от ГАЗель NEXT, в итоге в производство новый Соболь вышел, но с дизайном от ГАЗель NN.

## Модификации кузова

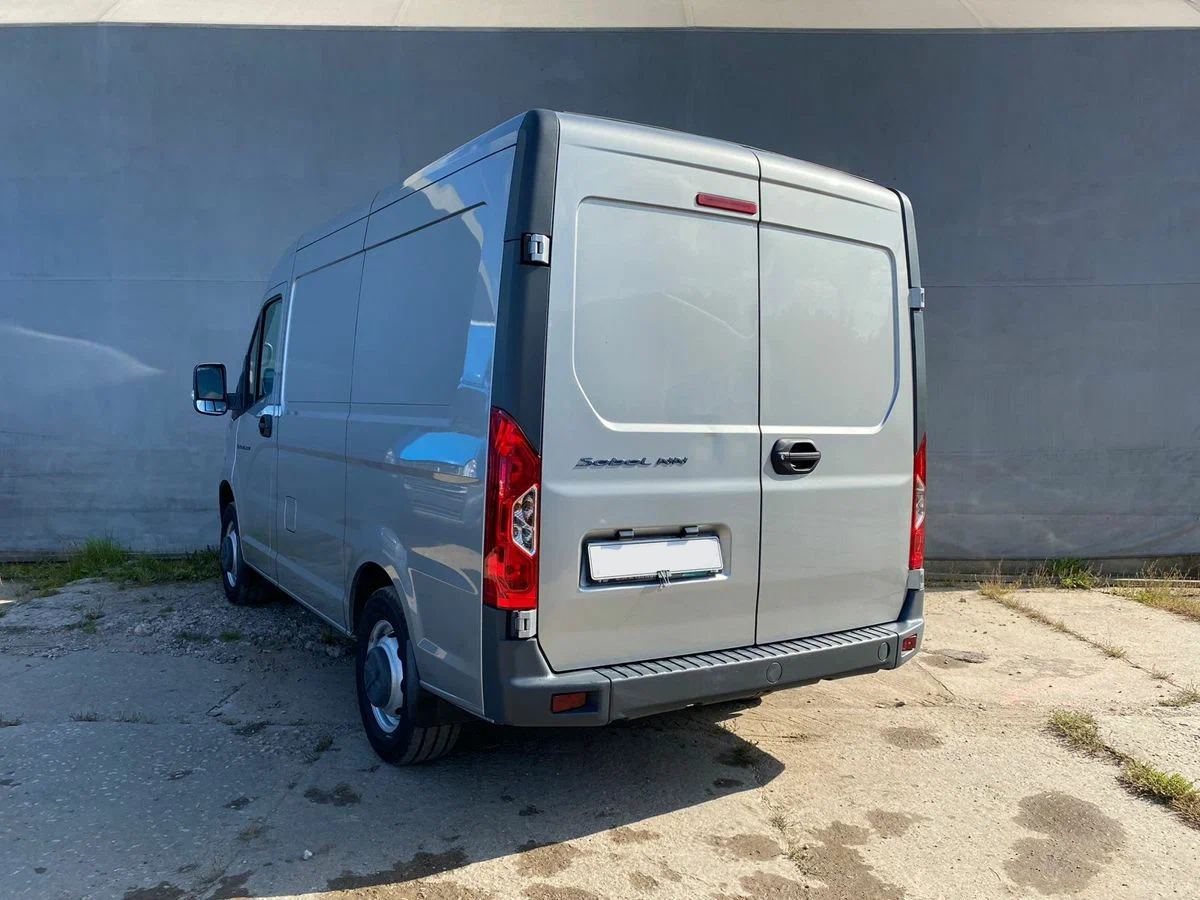

### Места
- Стандарт (3-х местная)
- Комби (7-ми местная)
- Пассажирская (7 местная)
- Борт/фургон (3-х местная)

## История
Концепт-кар автомобиля Соболь NEXT был представлен в 2013 году. Автомобиль произведён на базе агрегатов семейства «ГАЗель NEXT».
Первый предсерийный экземпляр был представлен в 2020 году. В 2021 году на выставке Комтранс был представлен автомобиль Соболь NN (New Next). Автомобиль оснащён механической, шестиступенчатой трансмиссией, по сравнению с предыдущими моделями и автомобилями семейства «ГАЗель». Также присутствуют кнопка Start/Stop, мультимедийная система с 9-дюймовым сенсорным экраном и подрессоренное место водителя. Сзади установлен односкатный мост Spicer. Передняя подвеска двухрычажная.
Серийно автомобиль производится с конца 2022 года. Модификации автомобиля — цельнометаллический фургон и грузопассажирский вариант.